# Lực lượng Vũ trang Pakistan
Quân đội Pakistan (tiếng Urdu: پاک عسکریہ) là lực lượng quốc phòng, bảo vệ đất nước của Pakistan. Quân đội Pakistan gồm: Lục quân Pakistan, Hải quân Pakistan, Không quân Pakistan, Lực lượng bán vũ trang Pakistan, Lực lượng Biên phòng Pakistan, Bộ tư lệnh Chiến lược hạt nhân Pakistan
Quân đội Pakistan có khoảng 619.000 người trong lực lượng chính quy, là lực lượng vũ trang lớn thứ 7 trên thế giới về quân số. Cùng với 302.000 người trong lực lượng bán vũ trang và biên phòng, Quân đội Pakistan có tổng cộng gần 1.000.000 người. Ngân sách quốc phòng hàng năm khoảng 4,26 tỉ Mỹ kim (số liệu năm 2005, xếp thứ 39), chiếm khoảng 4,5% GDP (số liệu năm 2006).
Lực lượng vũ trang ở Pakistan có vị trí cao trong xã hội, theo thể chế. Ngày 6 tháng 9 hàng năm là Ngày Quốc phòng của Pakistan, để nhớ đến vai trò của quân đội trong việc bảo vệ đất nước.
Quân đội Pakistani là lực lượng hoàn toàn tình nguyện, đã tham gia vào một số cuộc xung đột với Ấn Độ, có nhiều kinh nghiệm chiến đấu. Quân đội Pakistan cũng tham gia tích cực vào các hoạt động gìn giữ hòa bình của Liên Hợp Quốc, đưa các chuyên gia quân sự ra một số nước ở Châu phi, Nam Á và các nước Ả rập làm các cố vấn.

## Lịch sử
Trước năm 1947, Quân đội Pakistan là một phần của Quân đội Ấn Độ, là lực lượng vũ trang đặt dưới sự cai trị của Anh ở Ấn Độ (Ấn Độ thuộc Anh), đã tham chiến trong cả hai Chiến tranh thế giới và trong một số cuộc Chiến tranh Afghanistan-Anh. Sau độc lập, quân đội này được chia ra cho Ấn Độ và Pakistan với tỉ lệ 64% cho Ấn Độ và 36% cho Pakistan. Từ khi tách ra, quân đội Pakistan đã tham chiến 3 lần với Ấn Độ, một vài cuộc giao tranh nhỏ ở biên giới với Afghanistan và một cuộc giao tranh ở biên giới mở rộng với Ấn Độ vào năm 1999. Hiện nay, quân đội đang tiến hành các hoạt động chống khủng bố dọc theo vùng biên giới Afghanistan. Quân đội Pakistan cũng tham gia vào các hoạt động gìn giữ hòa bình của Liên Hợp Quốc và hiện nay là một trong những nước có số quân lớn nhất đóng góp vào lực lượng của Liên Hợp Quốc.

## Triển khai hiện tại
Đại đa số binh sĩ quân đội Pakistan trong lịch sử đã được triển khai dọc theo biên giới Ấn Độ-Pakistan để đề phòng mối đe doạ xâm lược từ Ấn Độ. Tổng cộng, ước tính 80–90% quân đội được bố trí ở đây.. Tuy nhiên, 15,000 quân đã được chuyển sang Thung lũng Swat để chống cuộc xâm nhập của Taliban.
Ngoài ra từ các vụ tấn công khủng bố ngày 11 tháng 9, các lực lượng quân đội Pakistan đã thỉnh thoảng tham gia vào cuộc chiến chống chủ nghĩa khủng bố chống lại những kẻ cực đoan Taliban và Al Qaeda. So với các quân đội khác, quân đội Pakistan chịu nhiều thương vong nhất trong cuộc chiến này. Những binh sĩ này cùng với nhiều lực lượng bán quân sự khác đã tham gia vào một cuộc chiến kéo dài chống lại những kẻ cực đoan tại các khu vực bộ tộc của Pakistan. Sau vụ việc Mumbai, nhiều lữ đoàn đã được chuyển lại về phía đông. Quân đội Pakistan cũng tham gia cứu trợ trong các thảm hoạ thiên tai ở Pakistan như trận động đất Kashmir năm 2005 và những trận lũ lụt ở Baluchistan năm 2008.

## Tổ chức và cấu trúc

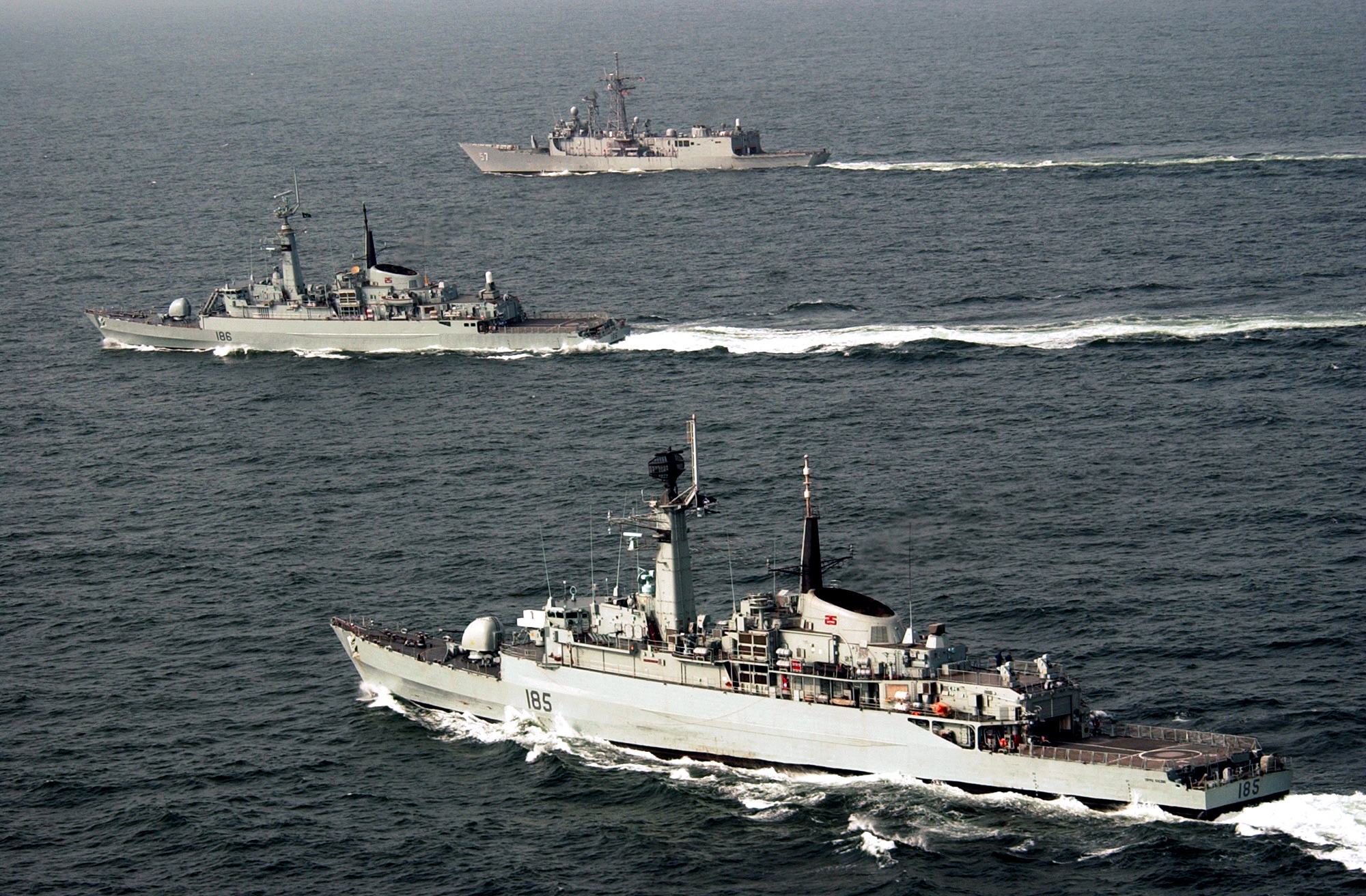
Các tàu của Hải quân Pakistan

### Chỉ huy đương nhiệm
- Tổng tư lệnh tối cao: Tổng thống Arif Alvi
- Chủ tịch Hội đồng Tham mưu liên quân: Đại tướng Lục quân Zubair Mahmood Hayat
- Tham mưu trưởng Lục quân: Đại tướng Lục quân Qamar Javed Bajwa
- Tham mưu trưởng Hải quân: Đô đốc Hải quân Zafar Mahmood Abbasi
- Tham mưu trưởng Không quân: Đại tướng Không quân Mujahid Anwar Khan

## Nhân sự

### Quân số
Ở thời điểm năm 2008, khoảng 1,051,000 người phục vụ tích cực trong quân đội, cộng thêm 528,000 người thuộc lực lượng dự bị. Đây là một lực lượng hoàn toàn tự nguyện, nhưng nghĩa vụ quân sự bắt buộc có thể được thực hiện theo yêu cầu của Tổng thống với sự đồng ý của nghị viện Pakistan. Quân đội nước này lớn thứ sáu trên thế giới và có một lượng lớn binh sĩ được triển khai khắp thế giới trong những chiến dịch hỗ trợ quân sự và gìn giữ hoà bình.
Các thành viên quân đội Pakistan có cấp bậc, hoặc là sĩ quan hay binh sĩ, và có thể được thăng tiến.
Bảng sau tóm tắt về quân số của quân đội Pakistan:
| Quân chủng             | Tổng số quân chính quy | Tổng số quân dự bị |
| ---------------------- | ---------------------- | ------------------ |
| Lục quân               | 550.000                | 513.000            |
| Hải quân               | 24.000                 | 5.000              |
| Không quân             | 45.000                 | 10.000             |
| Lực lượng bán vũ trang | 302.000                | 0                  |
| Lực lượng Biên phòng   | Mật                    | Mật                |
| Total                  | 921.000                | 528.000            |

### Trang phục

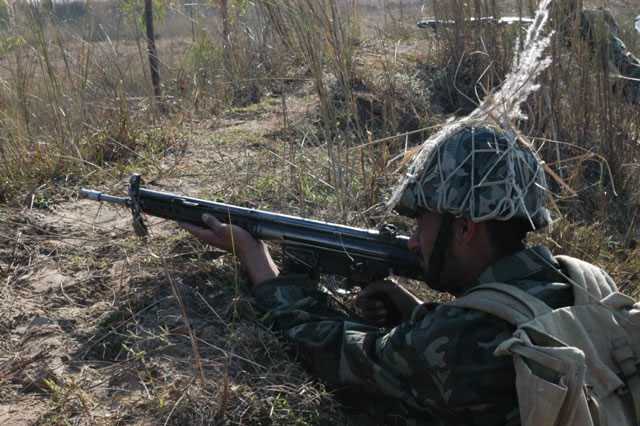
Một binh sĩ Pakistan mặc trang bị chiến đấu trong huấn luyện

Đồng phục tiêu chuẩn cho Quân đội Pakistan là kiểu Khaki truyền thống cũ của Quân đội Anh nhưng gần đây nó đã được đổi thành kiểu đồng phục có hình nguỵ trang là tiêu chuẩn của các quân đội khác trên thế giới. Các màu sắc của đồng phục nguỵ trang mới tuỳ thuộc vào các khu vực địa lý mà quân đội hoạt động để chúng có thể hoà nhập với môi trường.

### Quân hàm
Cơ cấu cấp bậc cũng theo mô hình của Anh. Theo truyền thống Ấn Độ thuộc Anh, có bốn cấp sĩ quan chính thức hạng thấp (JCO) giữa các binh sĩ và cấp bậc sĩ quan để những binh sĩ đăng ký thăng tiến. Sĩ quan chính thức hạng thấp là một sự tiếp nối từ cấp bậc sĩ quan chính thực của phó vương cũ trong thời thuộc địa Anh. Tuy nhiên việc thăng tiến lên cấp bậc sĩ quan chính thức hạng thấp vẫn là sự khuyến khích lớn với các binh sĩ đăng ký; vì thế, nếu các cấp bậc sĩ quan chính thức hạng thấp bị loại bỏ, có lẽ nó có lẽ sẽ là một quá trình chậm.

### Các phần thưởng danh dự
1. Nishan-i-Haider, Huân chương cấp cao nhất của Pakistan. Được trao "cho những người đã có những hành động anh hùng lớn nhất hay lòng dũng cảm đáng chú ý nhất trong những hoàn cảnh cực kỳ nguy hiểm và đã chứng tỏ sự can đảm ở mức cao nhất để phục vụ đất nước, với sự hiện diện của quân thù trên lãnh thổ, ở trên biển hay trên không... và hy sinh mạng sống của mình cho lý tưởng này. Giải thưởng này không thể được trao cho các binh sĩ đang sống"[3]
2. Hilal-i-Jurat
3. Sitara-i-Jurat
4. Tamgha-i-Jurat

## Quan hệ với nước ngoài

### Trung Quốc
Mục chính: quan hệ Trung Quốc- Pakistan

Lực lượng Đặc nhiệm Pakistani SSG đang huấn luyện cùng với Lực lượng đặc nhiệm Trung Quốc trong cuộc tập trận chung năm 2006.

Mối quan hệ giữa Cộng Hòa Nhân dân Trung Hoa với Pakistan được cả hai bên lưu tâm tới, bất chấp mọi biến động, thay đổi và được thời gian kiểm tra. Sự hợp tác này là sự hợp tác chiến lược giữa hai nước có vị trí chiến lược ở châu Á và được coi là đối trọng với lại liên minh Ấn Độ - Liên Xô (cũ)trong thời chiến tranh lạnh. Trong những năm gần đây sự hợp tác này còn sâu đậm hơn thậm chí Trung Quốc còn ký vài hiệp ước bảo vệ với Pakistan..
Trung Quốc là một nguồn cung cấp chính thức các thiết bị quân sự cho Pakistan và đã hợp tác với Pakistan trong việc sản xuất những vũ khí và phương tiện chiến tranh hiện đại...
Hai nước tích cực thành lập các liên doanh sản xuất vũ khí để đáp ứng những nhu cầu quân đội hai nước, ví dụ như dự án chế tạo máy bay chiến đấu JF-17 Thunder, máy bay huấn luyện đa năng K-8 Karakorum, công nghệ không gian, AWACS-máy bay cảnh giới, báo động sớm; xe tăng Al Khalid, các loại tên lửa và nhiều dự án khác. Hai nước cũng thường xuyên tập trận cùng nhau để tăng cường sức mạnh giữa hai lực vũ trang. Trung Quốc cũng là nhà đầu tư lớn nhất trong việc xây dựng cảng nước sâu Gwadar nhằm thiết lập một vị trí chiến lược tại eo biển Hurmuz

### Hoa Kỳ và NATO
Bản mẫu:Criticism section

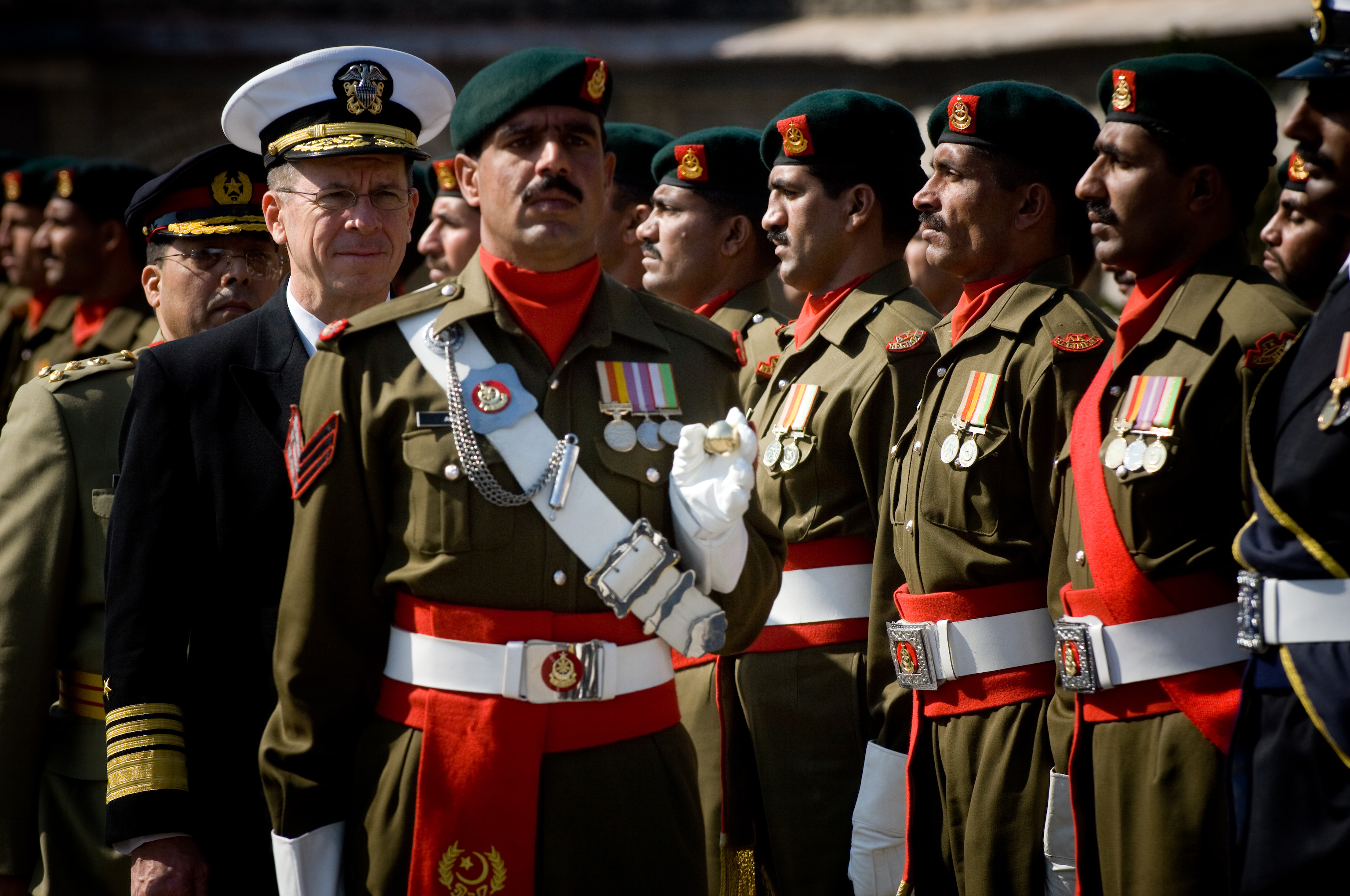
Chủ tịch Tham mưu trưởng Hải quân Đô đốc Mike Mullen duyệt binh sĩ Pakistani trong một buổi lễ chào mừng Mullen tới Islamabad, Pakistan, 9 tháng 2 năm 2008. Mullen thăm nước này để thảo luận các vấn đề an ninh với các quan chức quân sự Pakistan. Từ vụ khủng bố 9/11, Pakistan và Hoa Kỳ đã thiết lập các quan hệ quân sự thân cận.

Pakistan đã có một mối quan hệ không phẳng lặng với Hoa Kỳ. Khi những mối quan hệ tốt, có nghĩa là việc tiếp cận các khoản tiền, vũ khí tinh vi và huấn luyện trở nên dễ dàng. Khi những mối quan hệ xấu, có nghĩa là ít có ảo tưởng và những sự hỗ trợ chỉ hiếm khi xảy ra. Những sự khác biệt to lớn trong quan hệ này là thứ mà người Pakistan đã quen thuộc, và họ công nhận rằng, dù có sự bất đồng nào chăng nữa, mối quan hệ với Hoa Kỳ có quá nhiều tiềm năng để có thể bị xem nhẹ. Sau những vụ tấn công ngày 11 tháng 9, Pakistan nhận được sự gia tăng viện trợ quân sự lớn từ Hoa Kỳ. Trong ba năm trước những vụ khủng bố ngày 11 tháng 9, Pakistan nhận được xấp xỉ $9 triệu viện trợ quân sự của Hoa Kỳ. Trong ba năm sau đó, con số này đã tăng lên $4.2 tỷ.
Pháp cũng tham gia tích cực vào việc xây dựng và duy trì một liên minh với Pakistan trong ngành công nghiệp quốc phòng. Thành quả đáng chú ý của liên minh quốc phòng này là những chiếc tàu ngầm Agosta cho Hải quân Pakistan và máy bay chiến đấu Mirage cho Không quân Pakistan. Pakistan là bên sử dụng Mirage III và V lớn nhất sau Không quân Pháp.

### Các quốc gia Nam Á
Bản mẫu:Criticism section
Sau khi Bangladesh tách ra độc lập khỏi Pakistan, quan hệ ngoại giao đầy đủ mãi tới năm 1976 mới được thiết lập. Các quan hệ đã được cải thiện đáng kể dưới các chế độ quân sự của Ziaur Rahman và Hossain Mohammad Ershad ở Bangladesh, khiến nước này dần xa rời đồng minh thời chiến tranh là Ấn Độ. Những lo ngại chung về sự gia tăng quyền lực trong vùng của Ấn Độ đã ảnh hưởng tới sự hợp tác chiến lược dẫn đến việc Pakistan trao tặng nhiều phi đội máy bay chiến đấu F-6 cho Không quân Bangladesh hồi cuối thập niên 1980..
Sự thù địch với Ấn Độ cũng khiến Pakistan và Nepal thành lập một mối quan hệ quân sự thân cận. Bị Ấn Độ, Anh Quốc và Hoa Kỳ lên án và cô lập trong giai đoạn 2004 tới 2006 vì đàn áp dân chủ, vương triều Nepal đã phát triển hợp tác quân sự với Trung Quốc và Pakistan, những nước cung cấp viện trợ quân sự, vũ khí và trang bị quy mô lớn cho họ để duy trì quyền lực và chiến đấu với cuộc nổi dậy Maoist.. Cả Pakistan và Trung Quốc đã cung cấp các vũ khí kỹ thuật trung bình cho Nepal.
Với việc Ấn Độ lưỡng lự và không muốn cung cấp tài chính mà Sri Lanka đang tìm kiếm, Colombo vào năm 1999 đã quay sang Pakistan. Tháng 5 năm 2000, Tổng thống Musharraf của Pakistan đã cung cấp hàng triệu dollar vũ khí cho chính phủ Sri Lanka, khi lực lượng nổi dậy đòi ly khai Những con hổ giải phóng Tamil sắp chiếm được thủ đô Jaffna. Tháng 5 năm 2008, Trung tướng Fonseka của Quân đội Sri Lanka đã có những cuộc đàm phán với những người đồng cấp phía Quân đội Pakistan về việc bán thiết bị quân sự, vũ khí và đạn dược. Vụ mua bán 22 xe tăng chiến trường chính Al-Khalid cho Quân đội Sri Lanka đã hoàn thành sau những cuộc thoả thuận này trong một hợp đồng trị giá hơn US$100 triệu. Tháng 4 năm 2009, Sri Lanka yêu cầu cung cấp số đạn pháo trị giá $25 triệu dollar gồm các loại 81 mm, 120 mm và 130 mm trong vòng một tháng và số vũ khí này có tính chất quyết định trong việc đánh bại lực lượng Những con hổ giải phóng Tamil.

### Các quốc gia Trung Đông
Bản mẫu:Criticism section

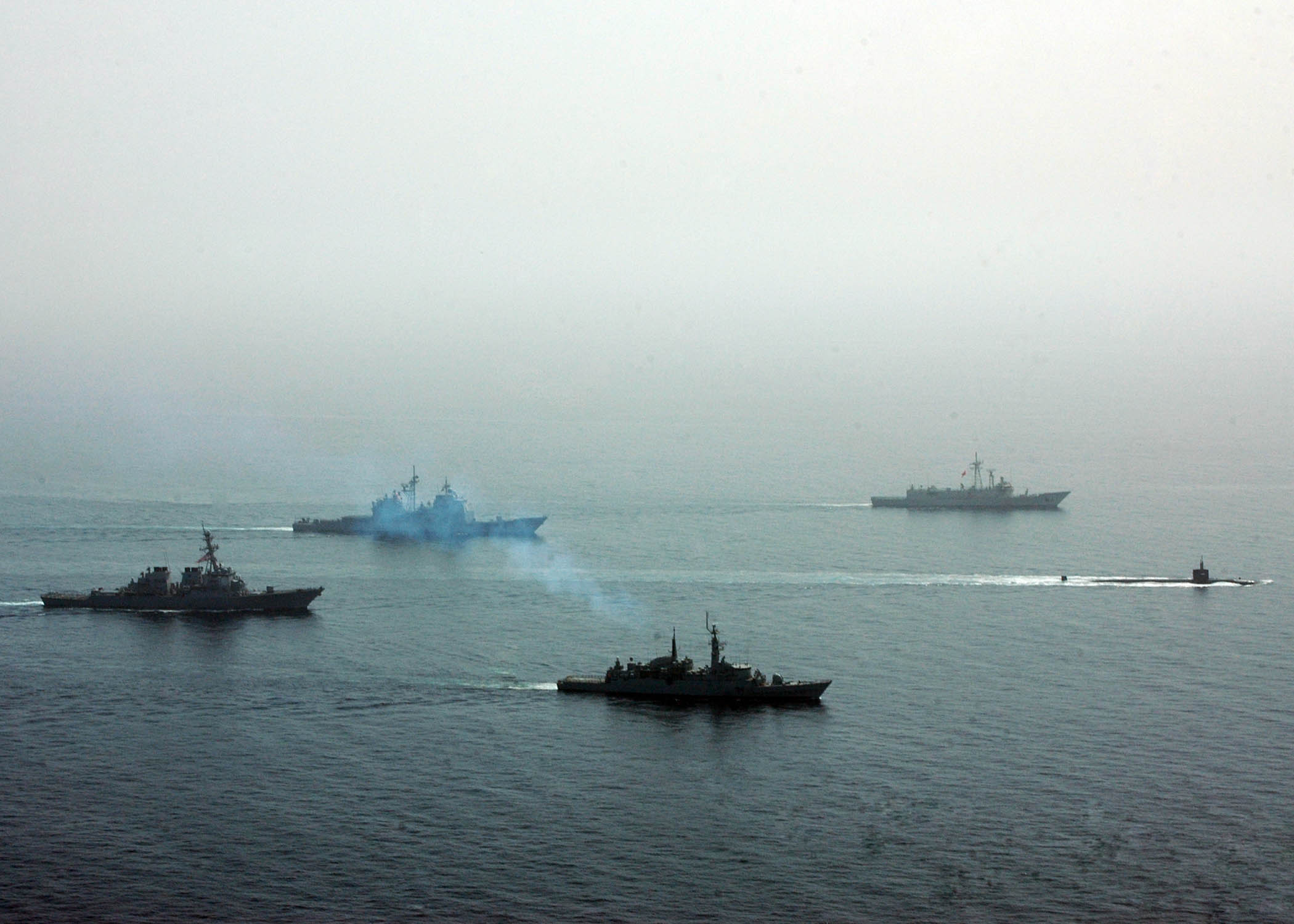
Tàu ngầm tấn công nhanh lớp Los Angeles USS Norfolk (SSN 714) dẫn đầu một đội hình tàu qua Bắc Biển Ả Rập ngày 17 tháng 4 năm 2008, trong Arabian Shark '08, một cuộc tập trận chung giữa Pakistan, Bahrain và Hoa Kỳ tập trung vào chiến tranh tàu ngầm.

Các quan hệ thân cận của quân đội Pakistan với các quốc gia Trung Đông dựa trên một sự phối hợp về địa lý và tôn giáo chung. Những mối quan hệ gần gũi nhất là với Ả Rập Xê Út—một nhà bảo trợ lớn nhưng không thường xuyên, ví dụ đa số thiết bị mua của Hoa Kỳ trong thập niên 1980, đều do Ả Rập Xê Út chi trả. Các quốc gia nhỏ nhất vùng Vịnh Péc xích cũng từng là những nguồn cung cấp tài chính quan trọng.
Những nguồn tài chính cũng đã được đền đáp. Bắt đầu từ thập niên 1960, người Pakistan đã đảm nhiệm việc huấn luyện và giảng dạy tại Ả Rập Xê Út, Jordan, Syria, Libya, Kuwait, và Các tiểu vương quốc Ả Rập thống nhất. Các phi công, thủy thủ và kỹ thuật viên Pakistan đã đóng những vai trò quan trọng trong một số lực lượng quân sự Vùng Vịnh, và những người Ả Rập đã được huấn luyện cả ở trong nước họ và tại các căn cứ quân sự ở Pakistan. Quân đội Pakistan, dưới sự lãnh đạo của nhà độc tài, Tướng Zia-ul-Haq đóng vai trò then chốt trong việc tiêu diệt cuộc nổi dậy Tháng 9 Đen ở Jordan của người Palestine chống lại Vua Hussein đầu thập niên '70.

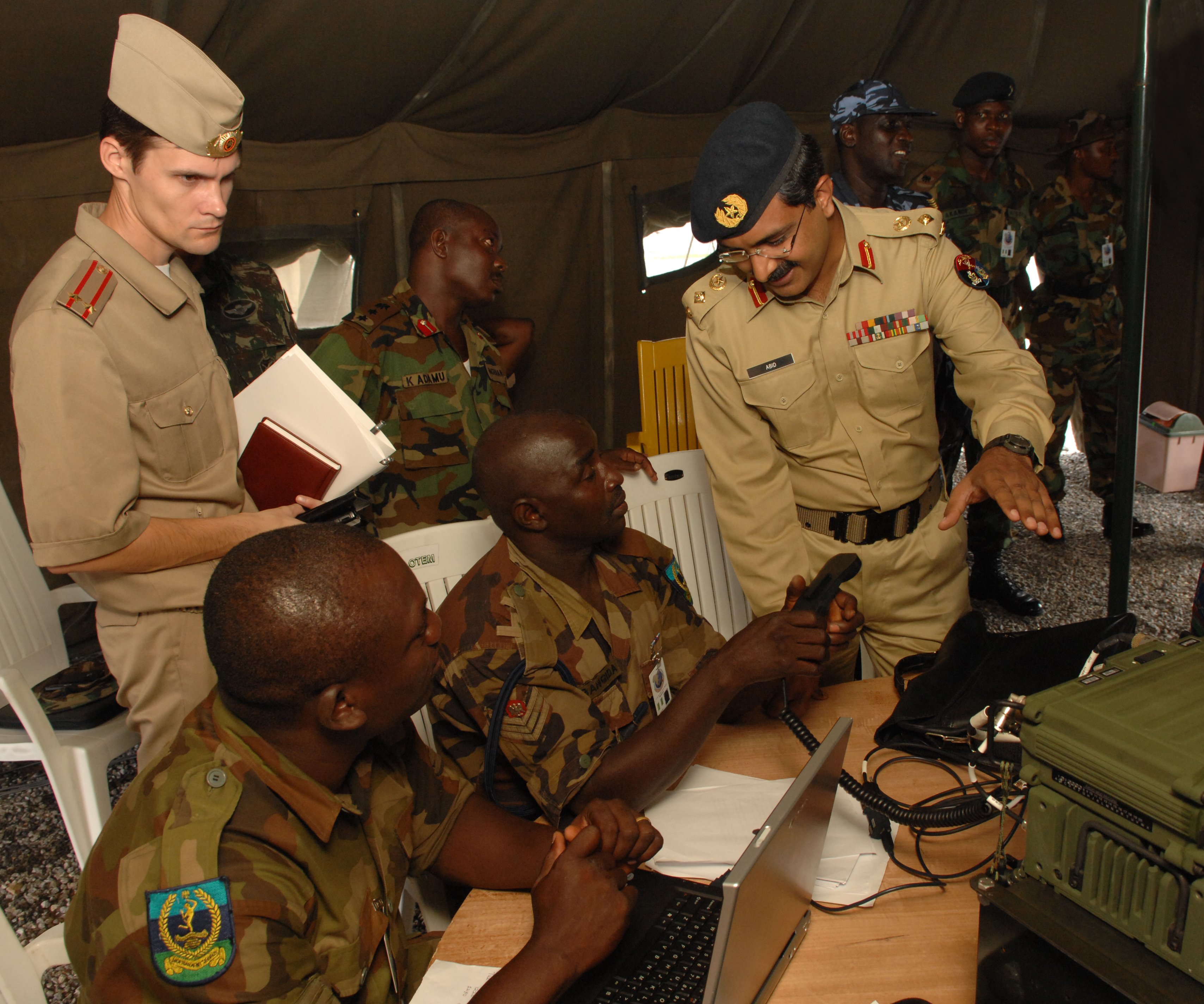
Các tuỳ viên quốc phòng từ Nga và Pakistan thăm rạp thông tin tại Căn cứ Không quân Nigeria, Abuja, Nigeria, 21 tháng 7 năm 2008, trong Africa Endeavor 2008.

Pakistan có quan hệ quân sự mạnh với Iran trong thời kỷ Shah. Cả Pakistan và Iran đều đứng về phía Mỹ chống Liên Xô và các đồng minh của họ gồm cả Ấn Độ. Trong cuộc chiến tranh năm 1965 của Pakistan với Ấn Độ, nhà Shah đã cung cấp nhiên liệu miễn phí cho các máy bay Pakistan thường hạ cánh xuống lãnh thổ Iran, tái nạp nhiên liệu và cất cánh trở lại. Sau cuộc cách mạng Iran, Pakistan là một trong những quốc gia đầu tiên công nhận chính phủ mới ở Iran và tiếp tục duy trì các quan hệ quân sự thân cận. Iran đã gửi các sĩ quan quân đội và quân nhân của họ tới huấn luyện tại các học viện của Pakistan khi những mối quan hệ với Hoa Kỳ xấu đi sau vụ bắt giữ con tin tại Đại sứ quán Hoa Kỳ. Pakistan cũng giúp cung cấp phụ tùng và các đồ vật khác cho Quân đội Iran vốn sử dụng nhiều trang bị quân sự của Hoa Kỳ. Quan hệ hai bên bắt đầu xấu đi khi cuộc chiến tranh Xô viết tại Afghanistan khiến một số lượng lớn máy bay chiến đấu Sunni nước ngoài vào Pakistan. Những quan điểm cực đoan của Tướng Zia ul Haq với người Shias khiến căng thẳng giữa cộng đồng Sunni và Shia tại Pakistan leo thang làm mất lòng Iran. Các quốc gia Ả Rập và Hoa Kỳ đã gây sức ép với Pakistan để nước này ngừng hỗ trợ quân sự cho Iran vì cuộc Chiến tranh Iraq-Iran trong đó Hoa Kỳ và các quốc gia Ả Rập Sunni ủng hộ Irap. Iran đã bị cáo buộc gây gia tăng căng thẳng sắc tộc giữa các cộng đồng Sunni và Shia bởi Pakistan hỗ trợ Iraq trong cuộc chiến tranh Iran-Iraq. Quan hệ tiếp tục xấu đi trong thập niên 1990 khi với sự giúp đỡ của Pakistan Taliban lên nắm quyền lực ở Afghanistan. Iran và Taliban hầu như đã có một cuộc chiến tranh năm 1997 về những tranh chấp lãnh thổ và buôn lậu thuốc phiện. Trong suốt thập niên 80 và 90, Iran quay sang phía Ấn Độ.
Sau vụ khủng bố ngày 11 tháng 9 và sự lật đổ chính quyền Taliban, Pakistan và Iran bắt đầu xây dựng lại quan hệ. Các phái đoàn đã được trao đổi giữa hai nước, và Pakistan đã bán thiết bị quân sự cho Iran. Đầu tháng 3 năm 2005, Pakistan thừa nhận A. Q. Khan đã được chuyển sang Iran, dù họ bác bỏ bất kỳ sự hiểu biết nào về vụ trao đổi. Pakistan cũng có các quan hệ quân sự với Thổ Nhĩ Kỳ và muốn sử dụng các quan hệ này, cũng như các quan hệ với Iran, như một cây cầu nối cho các quốc gia Hồi giáo mới ở Trung Á.

## Các lực lượng đặc biệt

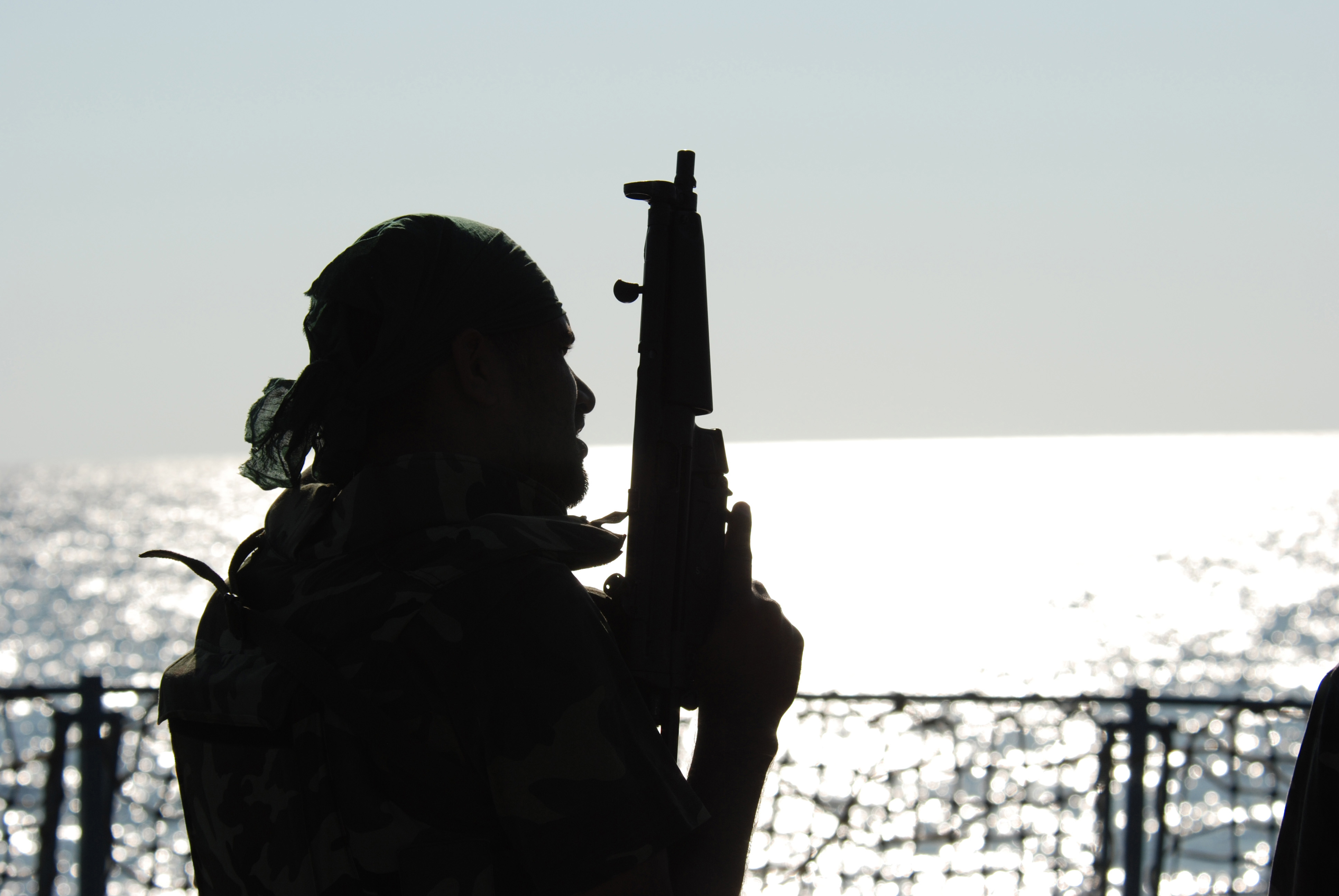
Một thành viên Nhóm Nhiệm vụ Đặc biệt Hải quân Pakistan trên tàu PNS Babur của Hải quân Pakistan

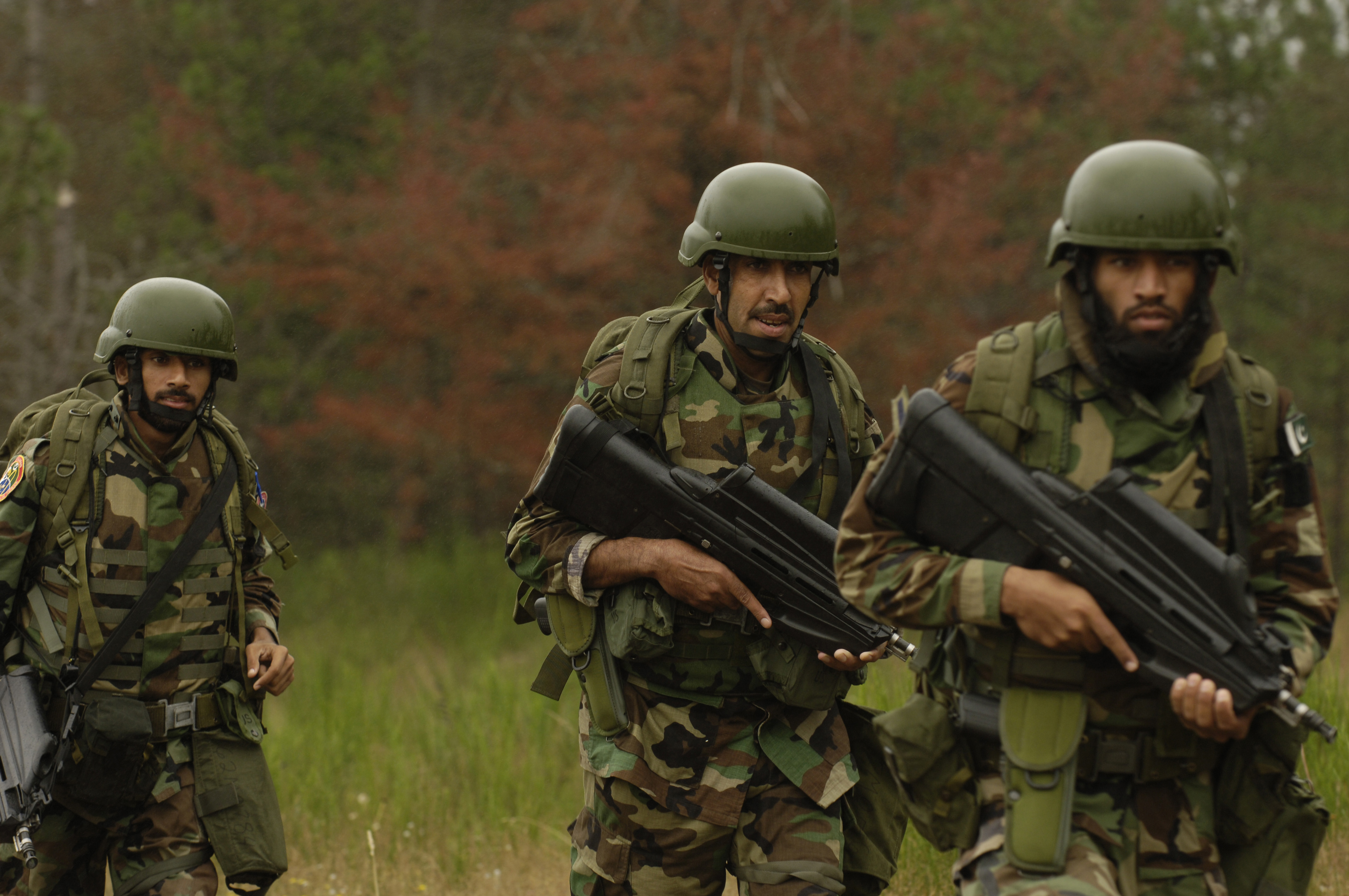
Phi đội Nhiệm vụ Đặc biệt Không quân Pakistan mang theo súng FN F2000 khi huấn luyện tại Pháo đài Lewis, Wash. tại Mỹ ngày 23 tháng 7 năm 2007.

Nhóm Nhiệm vụ Đặc biệt (SSG) là một sư đoàn commando độc lập của Quân đội Pakistan. Đây là một lực lượng đặc biệt tinh nhuệ như Special Air Service của Anh và Các lực lượng đặc biệt Quân đội Hoa Kỳ. Số lượng chính thức khoảng 2,100 người, biên chế trong ba tiểu đoàn; tuy nhiên sức mạnh thực sự không được công bố. Ước tính lực lượng này đã tăng lên thành 4 tiểu đoàn, với sự thành lập 2 lữ đoàn Các lực lượng đặc biệt (6 tiểu đoàn).
Nhóm Nhiệm vụ Đặc biệt Hải quân (SSGN) là một sư đoàn commando độc lập của Hải quân Pakistan. Đây là một lực lượng đặc biệt tinh nhuệ giống như Special Boat Service của Hải quân Anh và lực lượng SEAL của Hải quân Mỹ. Quân số chính thức trong khoảng từ 700 đến 1,000, trong 1 đại đội, tuy nhiên sức mạnh thực sự không được công bố.
Phi đội Nhiệm vụ Đặc biệt (SSW) là một sư đoàn commando độc lập của Không quân Pakistan. Đây là lực lượng đặc biệt tinh nhuệ tương tự như đơn vị 1st Special Operations Wing của Không quân Mỹ và đơn vị Ranger của Quân đội Mỹ. Đây là thành phần mới nhất của Các lực lượng đặc biệt Pakistan. Sư đoàn này gần đây đã được xây dựng và có khoảng từ 700 đến 1,000 người biên chế trong 1 đại đội.

## Các lực lượng gìn giữ hoà bình Liên hiệp quốc
Pakistan là nước đóng góp lớn nhất vào các lực lượng gìn giữ hoà bình của Liên hiệp quốc, với hơn 11,000 binh sĩ quân đội Pakistan phục vụ trong các chiến dịch gìn giữ hoà bình của Liên hiệp quốc trên toàn thế giới.

## Học thuyết Hạt nhân
Quân đội Pakistan sở hữu các vũ khí hạt nhân và các phương tiện cần thiết khác đều do các nhà khoa học dân sự và kỹ sư Pakistan tự phát triển, với các tên lửa và máy bay có khả năng mang chúng tới những khoảng cách khá xa. Tuy nhiên, không giống như Ấn Độ, Pakistan không có chính sách không sử dụng trước và duy trì việc sử dụng vũ khí hạt nhân như một phương tiện răn đe và ngăn chặn hoà bình với Ấn Độ cùng các quốc gia khác trên thế giới có ưu thế về vũ khí quy ước như Hoa Kỳ và Ấn Độ so với Pakistan.
Pakistan không tham gia Hiệp ước Không Phổ biến Vũ khí Hạt nhân (NPT), chỉ ra những lo ngại rằng nó thiên vị những quốc gia đã sở hữu vũ khí hạt nhân và không có dự liệu cho việc từ bỏ hoàn toàn vũ khí hạt nhân. Bộ tư lệnh Hạt nhân Chiến lược là một phần của Bộ tư lệnh Quốc gia Pakistan chịu trách nhiệm quản lý các vũ khí hạt nhân chiến thuật và chiến lược của đất nước.
Xem thêm: Pakistan và vũ khí huỷ diệt hàng loạt.

## Tình báo quân sự
Tình báo quân sự Pakistan (ISI) là một trong những cơ quan tình báo chính ở Pakistan. ISI có nhiệm vụ thực hiện các chiến dịch chống nổi dậy, xác định và tiêu diệt các chi bộ mật, mật vụ nước ngoài và các thành phần chống Pakistan khác bên trong Pakistan. Các chức năng khác liên quan tới việc giám sát các lãnh đạo quân sự và chính trị cao cấp và bảo vệ các cơ sở chiến lược như các cơ sở quân sự và phi quân sự.
Xem thêm: Inter-Services Intelligence.

## Các viện hàn lâm quân sự
Các viện hàn lâm quân sự gồm:
- Viện hàn lâm Lục quân Pakistan
- Viện hàn lâm Không quân Pakistan
- Viện hàn lâm Hải quân Pakistan

Một số Viện Kỹ thuật Quân sự và Chuyên nghiệp khác:
- Đại học Quốc phòng Quốc gia
- Command and Staff College
- Cao đẳng Không chiến
- Cao đẳng Hải chiến Pakistan
- Cao đẳng Kỹ sư Quân sự
- Cao đẳng Kỹ sư Điện và Cơ khí
- Cao đẳng Y Quân đội
- Cao đẳng Tín hiệu Quân đội
- Cao đẳng Kỹ sư Hàng không
- Cao đẳng Huấn luyện Bay
- Cao đẳng Kỹ sư Hải quân Pakistan

## Tư pháp quân sự
Hệ thống tư pháp quân sự dựa trên ba luật quân sự giống nhau: Luật Lục quân Pakistan (1952), Luật Không quân Pakistan (1953), và Sắc lệnh Hải quân Pakistan (1961). Các luật được giám sát bởi các nhánh riêng biệt dưới sự giám sát chung của Bộ trưởng Quốc phòng. Quân đội có một hệ thống bốn cấp; không quân và hải quân, các hệ thống ba cấp. Những khác biệt ở các cấp độ khác nhau phản ánh hoặc trình độ của họ đã ở mức sĩ quan hay mới chỉ là binh sĩ và tính nghiêm khắc của sự trừng phạt có thể được áp dụng.
Các toà án dân sự không được nghi ngờ các phán quyết của toà án quân sự và double jeopardy bị ngăn cấm. Trong những trường hợp một nhân viên quân sự bị cáo buộc đã phạm một tội chống lại thường dân, chính phủ trung ương sẽ quyết định toà án quân sự hay toà án dân sự sẽ xét xử vụ việc. Các cựu binh sĩ đã nghỉ hưu bị buộc tội nghiêm trọng thực hiện khi đang còn trong quân đội bị truy tố bởi các toà án quân sự. Những toà án này có quyền đưa ra nhiều mức trừng phạt gồm cả tử hình. Mọi phán quyết phạt tù đều được thực hiện trong những nhà tù quân sự hay các doanh trại giam giữ.

## Ngành công nghiệp vũ khí

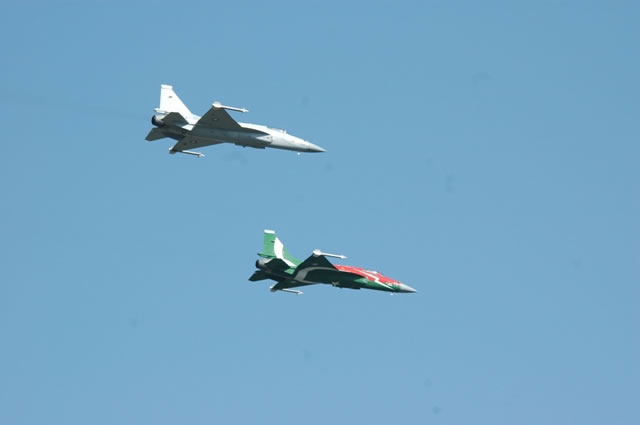
JF-17 Thunder – 23 tháng 3 năm 2007, bay trong cuộc duyệt binh Ngày Quốc gia.

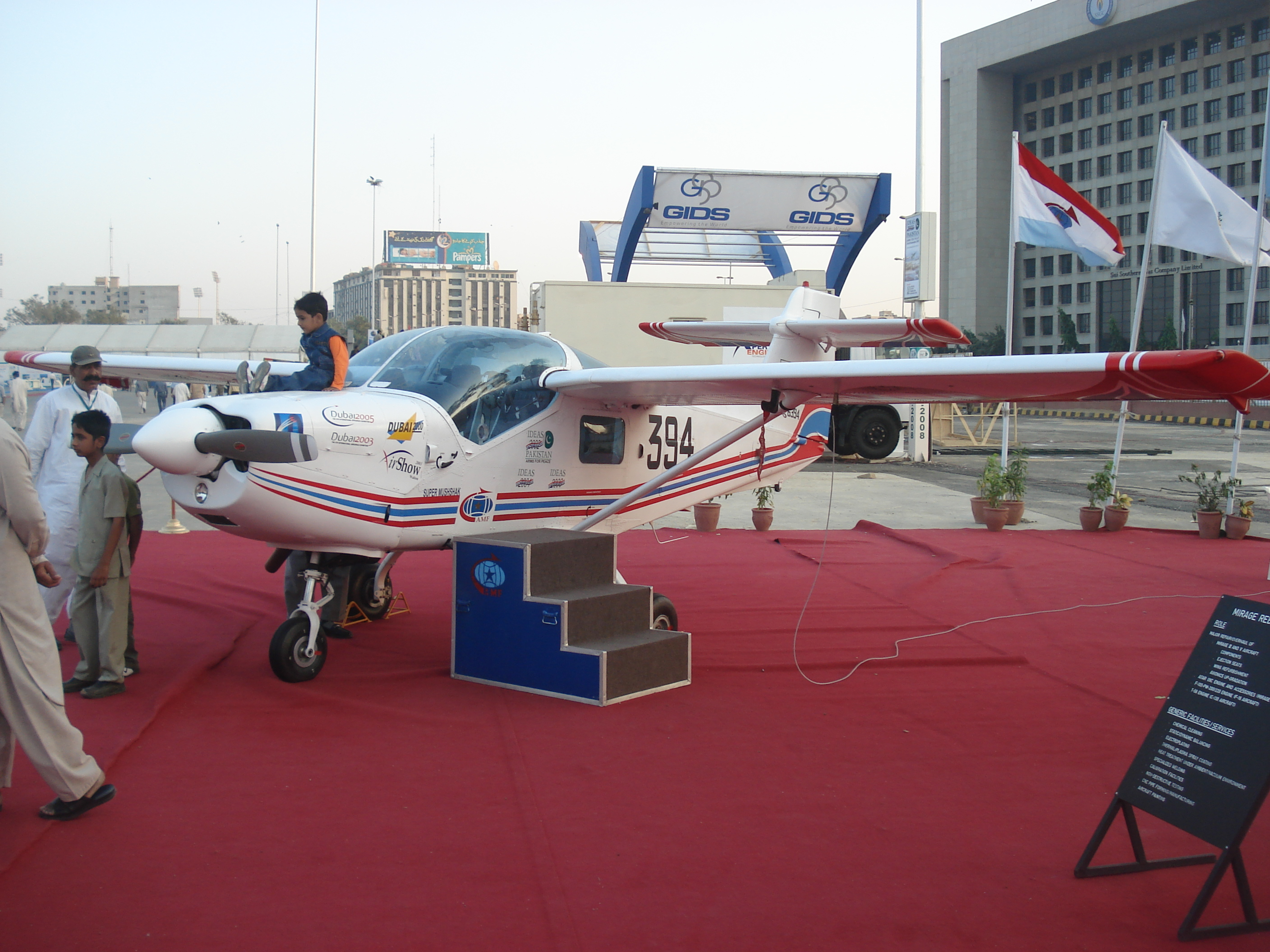
A MFI-17 Mushshak

Pakistan khởi đầu không hề có khả năng sản xuất vũ khí. Tới năm 1951, Pakistan đã thành lập Nhà máy Quân nhu Pakistan tại Khu vực quân sự Wah, gần Rawalpindi, để sản xuất các loại vũ khí nhỏ, đạn dược và thuốc nổ. Trong giai đoạn phải dựa vào nguồn cung từ Hoa Kỳ, nước này ít chú ý tới sản xuất trong nước, nhưng sau khi viện trợ bị cắt bỏ năm 1965 và 1971, Pakistan dựa vào sự giúp đỡ của Trung Quốc để mở rộng các cơ sở của mình, gồm cả việc hiện đại hoá Wah. Các ngành công nghiệp nặng tại Taxila được thành lập năm 1971 như một cơ sở sản xuất thiết bị, tiếp đó là Tổ hợp Không gian Pakistan năm 1973 tại Kamra, phía bắc Islamabad. Không quân lắp ráp những chiếc F-6 của Trung Quốc và Mirage của Pháp; sản xuất những chiếc máy bay huấn luyện Mushak, dựa trên loại SAAB Safari của Thuỵ Điển; bảo dưỡng radar và thiết bị điện tử hàng không; sau thành công của chiếc Mushak the Super Mushak và Karakoram-8 Advance jet một cơ sở huấn luyện tối tân đã được thành lập.
Bộ sản xuất quốc phòng được thành lập tháng 9 năm 1991 để thúc đẩy và phối hợp hoạt động của các cơ sở sản xuất quân sự đã được phát triển từ khi nước này độc lập. Bộ cũng bao gồm bảy tổ chức đặc biệt khác chuyên biệt về nghiên cứu và phát triển, sản xuất và quản lý.
Hải quân được hỗ trợ chủ yếu từ một cơ sở tại Xưởng đóng tàu Karachi, với năng lực sản xuất hạn chế. Năm 1987 công việc phát triển một cơ sở sửa chữa, đóng mới tàu ngầm tại Cảng Qasim được khởi động. Tới đầu năm 2000, có một dự án chung với Trung Quốc để phát triển chiếc máy bay chiến đấu JF-17 Thunder và xe tăng Al-Khalid. Pakistan cũng đã có những bước quan trọng để trở thành nước có khả năng tự thực hiện đại tu và hiện đại hoá máy bay, xe tăng và trực thăng trong một hợp đồng chuyển giao kỹ thuật với Pháp dẫn tới việc sản xuất tàu ngầm Agosta 90 B vào cuối thập niên 1990 và đầu thập niên 2000.
Sau thành công của những phát triển chính trong ngành công nghiệp quốc phòng Tổ chức Hỗ trợ Xuất khẩu Quốc phòng (D.E.P.O. Lưu trữ ngày 5 tháng 3 năm 2016 tại Wayback Machine) đã được thành lập để hỗ trợ việc xuất khẩu thiết bị quốc phòng của Pakistan ra thế giới bằng cách mới những bên quan tâm tới I.D.E.A.S. Lưu trữ ngày 17 tháng 3 năm 2018 tại Wayback Machine Triển lãm, được tổ chức hàng năm tại trung tâm triển lãm Karachi. Trong những báo cáo gần đây, xuất khẩu quốc phòng đạt giá trị hơn 200 triệu USD năm 2006 và tăng đều hàng năm.

## Các kế hoạch tương lai

### Lục quân

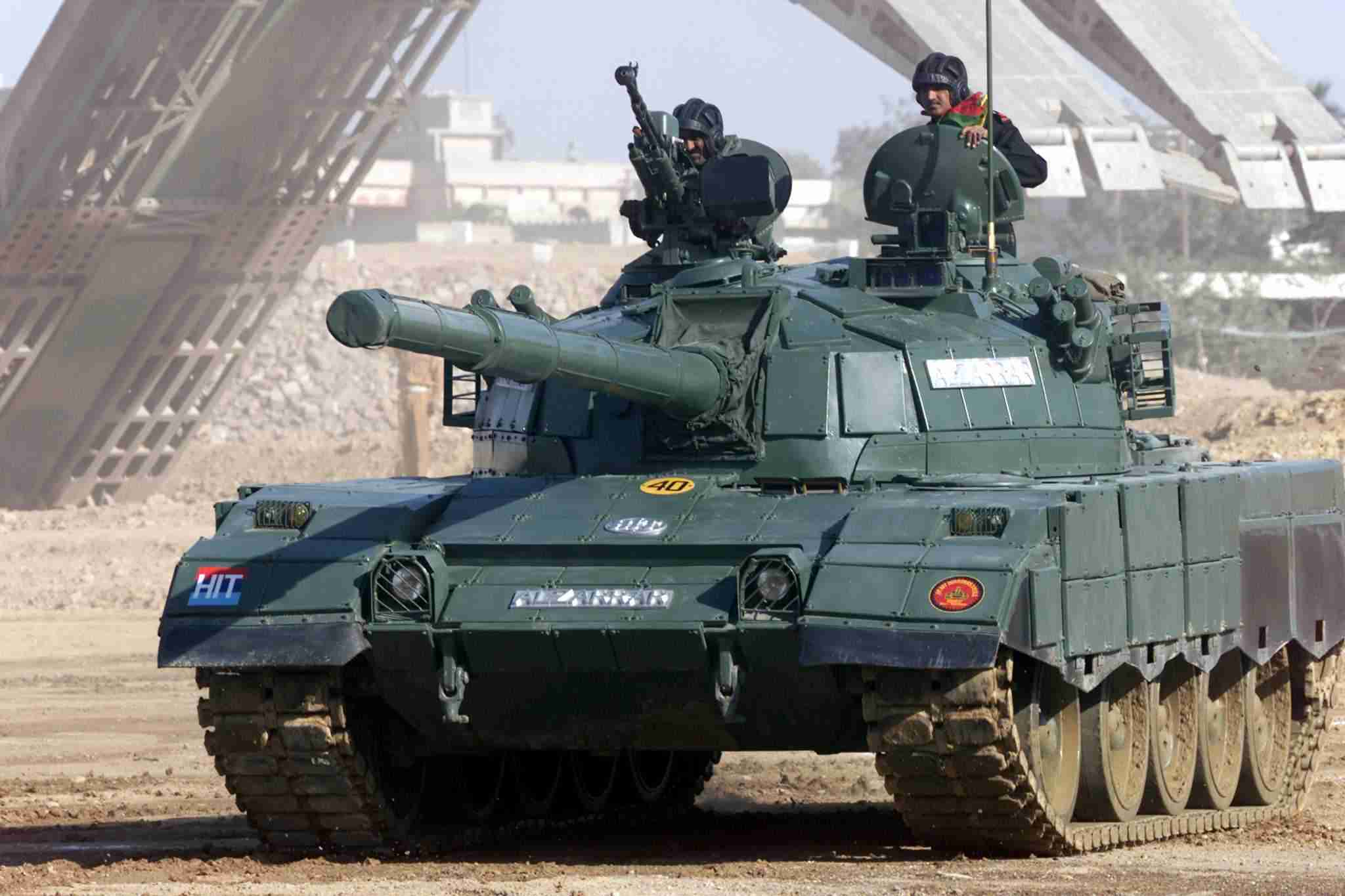
Xe tăng chiến trường chính

Trong suốt cuộc Triền lãm và Hội thảo Quốc phòng Quốc tế (IDEAS) tại Karachi tháng 11 năm 2006, các công ty Pakistan đã ký các hợp đồng cùng phát triển, sản xuất và thương mại với các công ty quốc phòng từ Hàn Quốc, Pháp, và Ukraina. Những thoả thuận này gồm các viên gạch thuốc nổ phản ứng cho xe thiết giáp, đạn pháo 155 mm, và các phát triển khác về xe thiết giáp và vũ khí trên bộ. Tất cả các thoả thuận đều liên quan tới Chương trình hiện đại hoá AFFDP-2019 của quân đội Pakistan về xe thiết giáp, pháo binh và bộ binh.

### Không quân

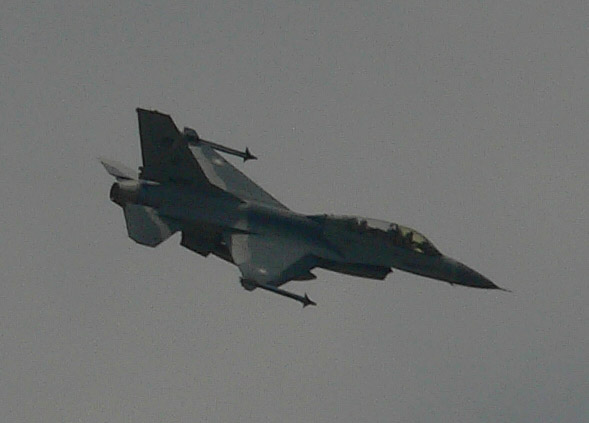
PAF F-16B.

Không quân Pakistan có kế hoạch cho một số kiểu máy bay chiến đấu nghỉ hưu vào năm 2019. Những chương trình đồng phát triển và chế tạo loại máy bay chiến đấu đa nhiệm hạng nhẹ JF-17 Thunder đang được tiến hành và khoảng 150 chiếc JF-17 dự kiến sẽ được triển khai năm 2015, thay thế toàn bộ những chiếc A-5C, F-7P, Mirage III và máy bay chiến đấu/ném bom Mirage 5. Loại F-7PG sẽ được thay thế sau đó và phi đội JF-17 cuối cùng sẽ tăng lên 300 chiếc. 
Đã có các đơn hàng mua ít nhất 36 máy bay chiến đấu Chengdu J-10 của Trung Quốc, khoảng 26 chiếc F-16AM/BM cũ đã được nâng cấp và ít nhất 18 chiếc F-16C/D Advanced Block 52 mới. Hai kiểu máy bay Tuần tra và Cảnh báo Sớm Trên không cũng dự định được triển khai, 4 chiếc Saab 2000 Erieye AEW&C từ Thuỵ Điển và ZDK-03, một mẫu AEW&C của Trung Quốc dựa trên loại máy bay vận tải Shaanxi Y-8F-600. Máy bay tiếp dầu trên không Il-78 sẽ được triển khai và sẽ có khả năng tiếp dầu cho những chiếc JF-17 và J-10, 4 chiếc sẽ được mua lại từ Ukraina. Phi đội Shenyang FT-5 và T-37 Tweet đang được thay thế bằng khoảng 75 chiếc máy bay (phản lực) huấn luyện tầm trung K-8 Karakorum.

### Hải quân

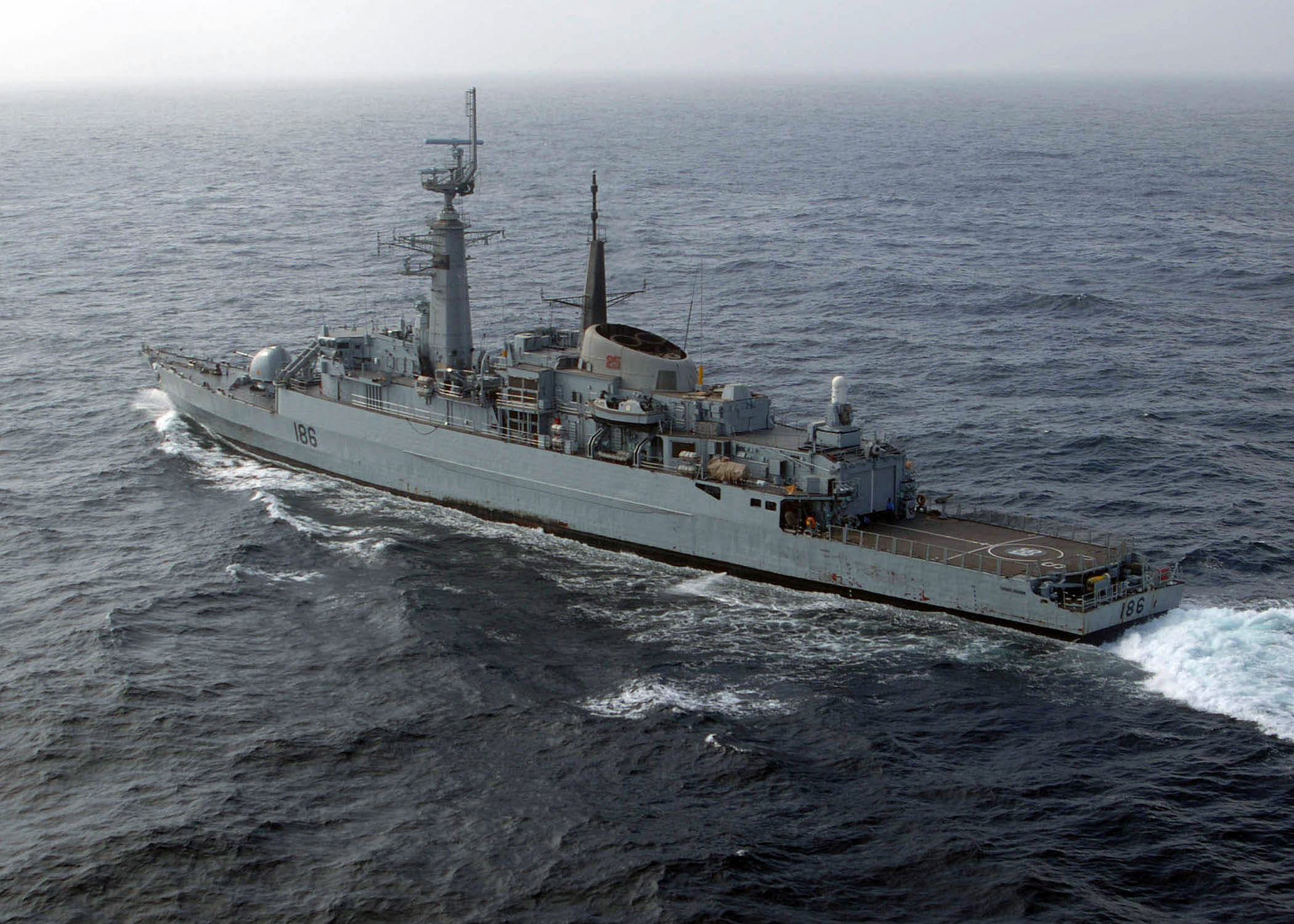
Tàu khu trục loại nhỏ PNS Shahjahan của Hải quân Pakistan

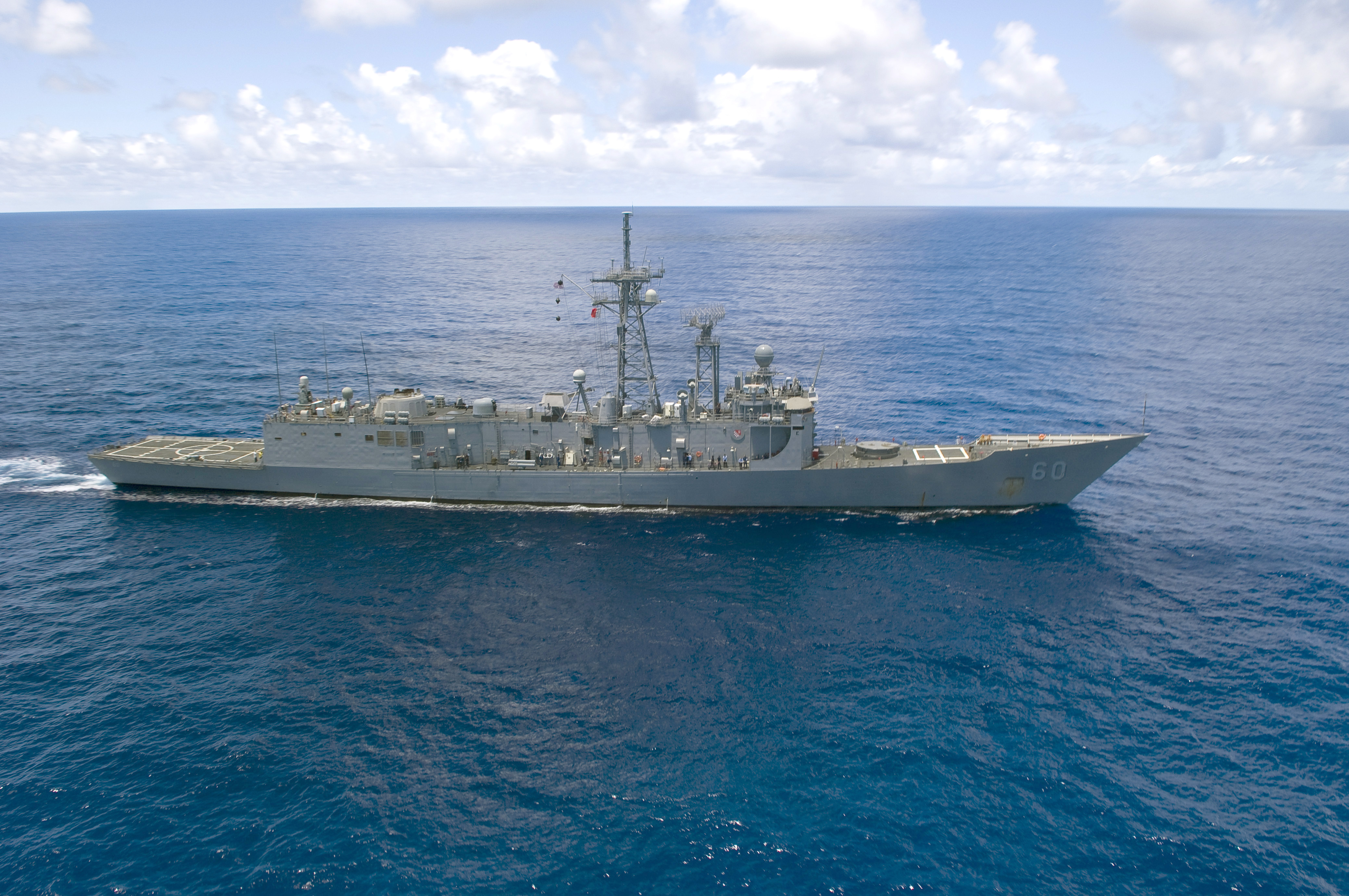
Lớp Mclanery (ASW) cho Hải quân Pakistan Navy

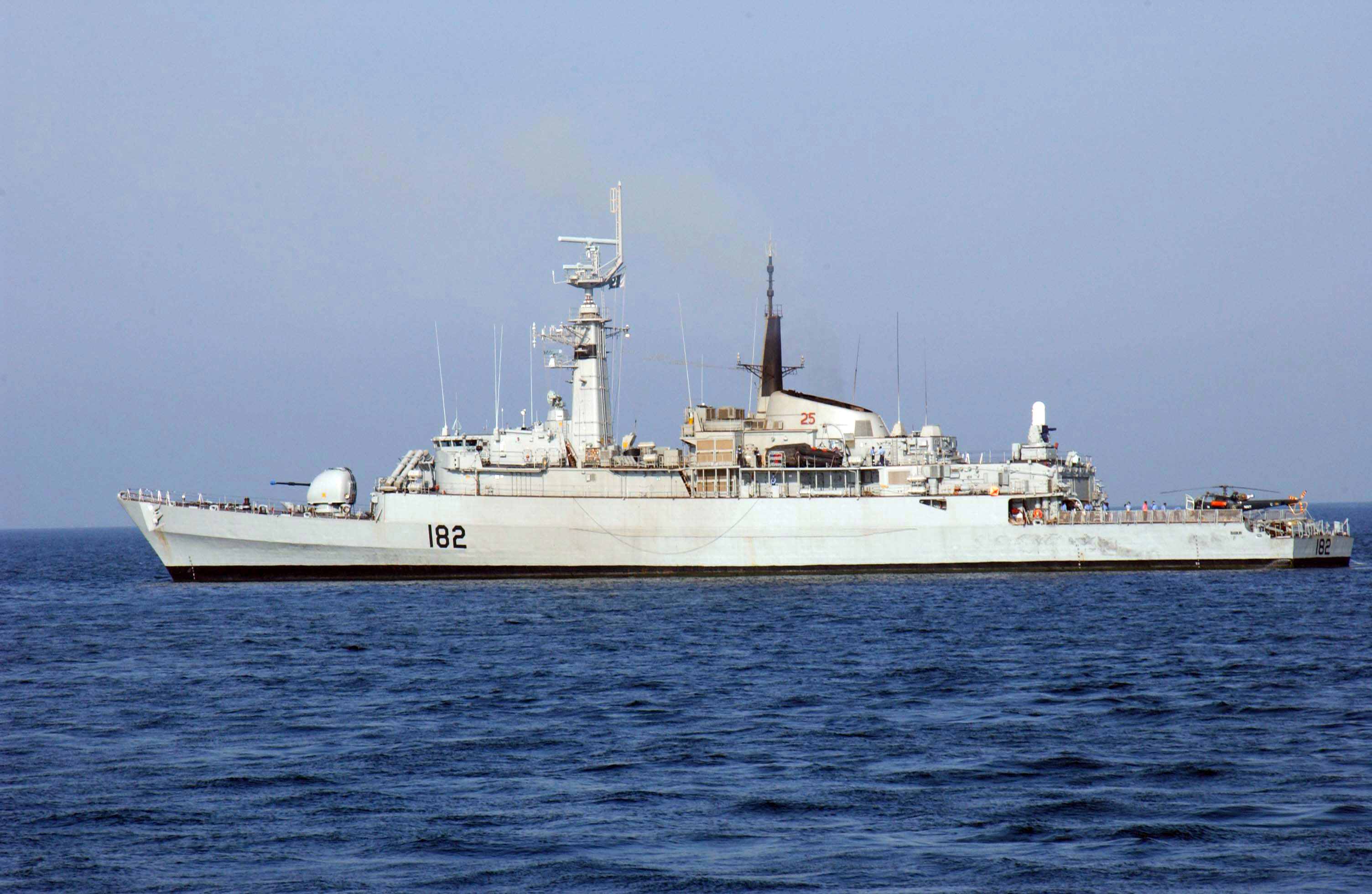
PNS Babur

Năm 2005 Pakistan đã đặt mua bốn tàu khu trục loại nhỏ F-22P từ Trung Quốc trong một hợp đồng trị giá $600 triệu. Chiếc đầu tiên dự kiến được triển khai năm 2009 và ba chiếc còn lại vào năm 2013. Một trong những chiếc tàu khu trục đã được hoàn thành và đã được chính thức chuyển giao cho hải quân, tuy nhiên việc triển khai chính thức chiếc tàu này vào Hải quân Pakistan sẽ diễn ra vào một thời điểm sau này. Một trong những chiếc F-22P sẽ được đóng tại Xưởng đóng tàu Karachi. Chiếc F-22P là một phiên bản cải tiến của tàu khu trục hạng nhẹ Type 053H3 Lớp Jiangwei II, nó có lượng giãn nước ít nhất 2500 tấn. Chiếc F-22P đầu tiên sẽ được đặt tên là PNS Zulfiqar, và vì thế thuộc Lớp Zulfiqar.
Những kế hoạch mua 4 chiếc tàu khu trục loại nhỏ đã qua sử dụng đã bị huỷ bỏ để nhường chỗ cho 4 tàu hộ tống nhỏ mới. Theo báo chí Thổ Nhĩ Kỳ Hải quân Pakistan được thông báo có quan tâm tới việc mua những chiếc tàu hộ tống loại nhỏ lớp Milgem từ Thổ Nhĩ Kỳ. Tàu khu trục loại nhỏ USS McInerney (FFG-8) với khả năng chống tàu ngầm khá mạnh sẽ được chuyển giao vào tháng 8 năm 2010.
Theo cuộc phỏng vấn IDEAS2004 của Jane với cựu Chỉ huy Hải quân Pakistan Đô đốc Kariumullah bốn hay hơn nữa chiếc tàu khu trục loại này sẽ được mua. Kanwa Defence Review gần đây thông báo rằng Hải quân Pakistan đã thể hiện sự quan tâm tới tàu khu trục nhỏ Type 054 của Trung Quốc.
Giữa năm 2006 Hải quân Pakistan đã thông báo việc mua ba tàu ngầm tấn công SSK mới để thay thế hai chiếc tàu ngầm Agosta-70 và xây dựng lại hạm đội của họ - sau khi cho 4 chiếc lớp Daphne nghỉ hưu. Công ty DCN thuộc Hải quân Pháp đã đề xuất bản thiết kế xuất khẩu mới nhất của họ – Marlin SSK – dựa trên loại Scorpene SSK, nhưng cũng sử dụng những kỹ thuật từ chiếc tàu ngầm tấn công hạt nhân Barracuda. Công ty Đức HDW đã chào loại U-214 SSK. Những báo cáo đáng tin cậy xác nhận rằng hải quân Pakistan đã lựa chọn loại U-214 của Đức và nó sẽ được đóng tại Pakistan và cả việc chuyển giao kỹ thuật. Theo Walter Frietag hợp đồng đã hoàn thành 95%.
Pakistan cũng đang tìm cách tăng cường khả năng tấn công hạt nhân chiến lược của mình bằng cách phát triển các biến thể hải quân cho tên lửa hành trình Babur. Tên lửa hành trình Babur có tầm bắn 700 km và có khả năng mang cả đầu đạn hạt nhân và quy ước. Những phát triển tương lai của Babur gồm khả năng phóng từ tàu ngầm, từ trên mặt đất cũng như tăng tầm hoạt động từ 500 km lên 1000 km. Phiên bản Babur phóng trên không, 'RAAD' đã được thử nghiệm thành công.